# Hymenopsis trochiloides
Hymenopsis trochiloides är en svampart som först beskrevs av Pier Andrea Saccardo, och fick sitt nu gällande namn av Pier Andrea Saccardo 1881. Hymenopsis trochiloides ingår i släktet Hymenopsis, divisionen sporsäcksvampar och riket svampar.   Inga underarter finns listade i Catalogue of Life.